# Farmsen (métro de Hambourg)
Farmsen (en allemand : U-Bahnhof Farmsen) est une station de la ligne U1 du métro de Hambourg. Elle se situe dans le quartier de Farmsen-Berne, dans l'arrondissement de Wandsbek.

## Situation sur le réseau

Plans des lignes
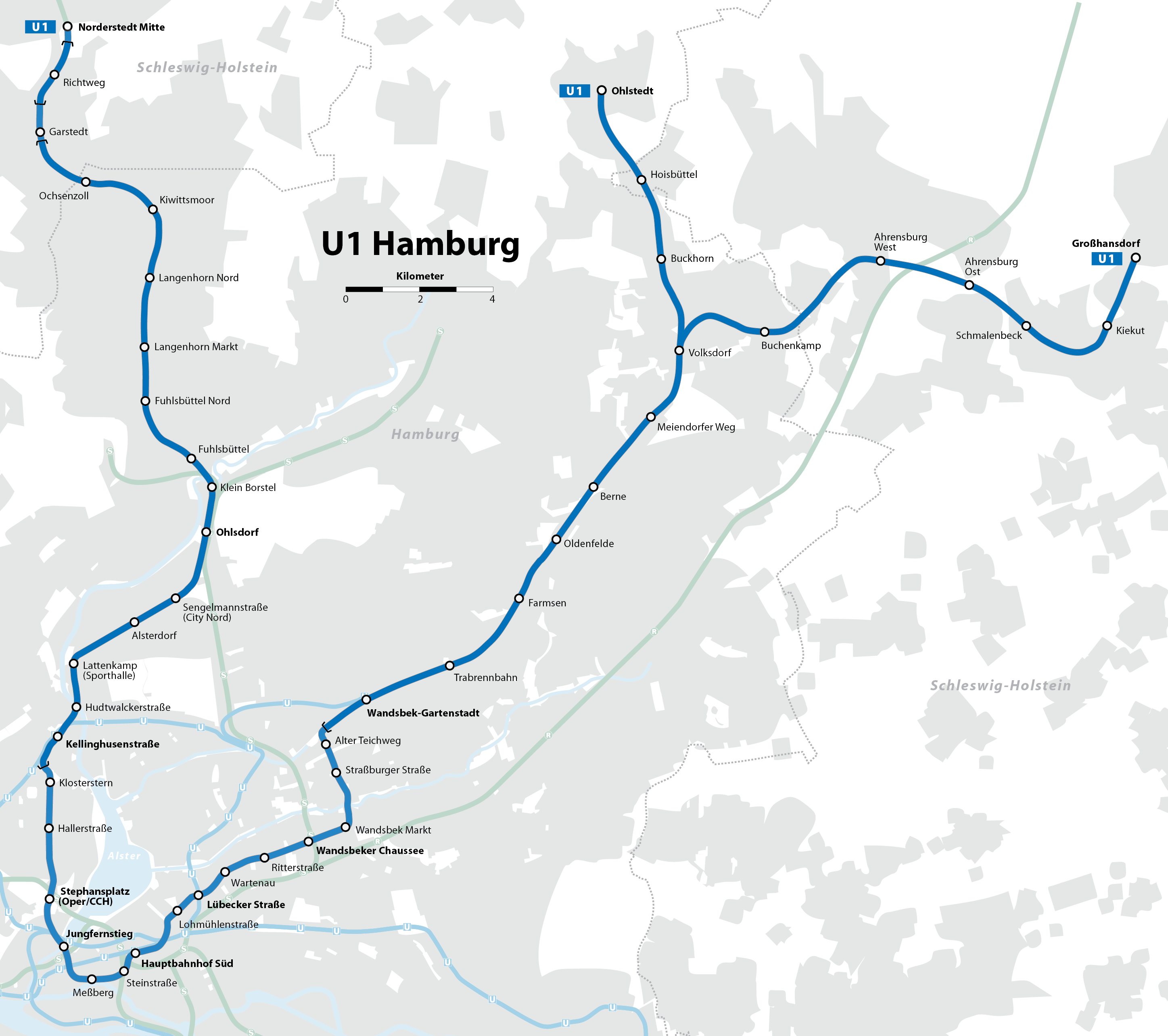
Ligne U1.

## Histoire
La station Farmsen est mise en service en 1918 dans le cadre de la Walddörferbahn. Au début des années 1960, la Hamburger Hochbahn construit l'atelier de métro Farmsen. Dans ce contexte, l'installation reçoit une deuxième plateforme, la plateforme d'origine est déplacée, le bâtiment d'accès est reconstruit et un autre accès est créé du côté ouest. En 1996, de nouvelles entrées sont créées du côté sud, déjà équipées d'ascenseurs. De plus, les toitures des quais sont entièrement renouvelées cette année.

## Services aux voyageurs

### Accès et accueil
La station Farmsen se situe au centre de la partie éponyme du quartier Farmsen-Berne. L'installation dispose de deux plates-formes centrales, chacune mesurant plus de 120 mètres de long, avec un total de quatre voies. Certaines des plates-formes se trouvent au-dessus de l'August-Krogmann-Straße, qui est traversée approximativement à angle droit. En règle générale, les deux voies extérieures servent au trafic de transit sur la ligne U1, tandis que les trains arrivant ou partant de Farmsen empruntent les voies intérieures.
Il y a des vestibules des deux côtés de l'August-Krogmann-Straße, à partir desquels des escaliers et, du côté sud, des ascenseurs mènent aux deux quais. Au nord de l'arrêt Farmsen se trouve l'un des principaux ateliers du métro de Hambourg. Les opérations sur la ligne U1 entre Großhansdorf ou Ohlstedt et Jungfernstieg sont contrôlées de manière centralisée depuis le siège de Farmsen. Il y a un poste d'aiguillage informatique à Farmsen depuis 2004, et le poste d'aiguillage de Volksdorf est également contrôlé à distance.
À la sortie nord-est se trouve une stèle en béton de trois mètres de haut, conçue par Horst Janssen en 1962.

### Intermodalité
Avec sept lignes de bus, la station de métro Farmsen est une plaque tournante importante des transports locaux à l'est de Hambourg, notamment pour relier le quartier de Rahlstedt.
| Ligne | Parcours                                                                                    |
| ----- | ------------------------------------------------------------------------------------------- |
| 26    | U Alsterdorf – S Rübenkamp – Steilshoop – U Farmsen – Rahlstedt – Rahlstedt Großlohe        |
| 27    | S Wellingsbüttel – U Farmsen – Tonndorf – Jenfeld – U Billstedt                             |
| 167   | U Berne – U Farmsen – Bf. Tonndorf                                                          |
| 168   | S Wellingsbüttel – U Berne – U Farmsen – Bf. Rahlstedt                                      |
| 171   | U Barmbek – U Straßburger Straße – Rentenversicherung Nord – U Farmsen – Thomas-Mann-Straße |
| 368   | S Wellingsbüttel – U Berne – U Farmsen – Rahlstedt                                          |
| 617   | U S Barmbek – U Berne – Rahlstedt – U Farmsen – U Berne                                     |